# Nový hrad u Kunratic
Die Burg Nový hrad (deutsch Wenzelsburg) war im späten Mittelalter eine gotische Königsburg am Rande der tschechischen Hauptstadt Prag. Heute sind davon nur noch Mauerreste erhalten.
Die Burg erstreckte sich nördlich von Kunratice, heute ein Stadtteil von Prag, auf einer bewaldeten Landzunge am Kundratitzer Bach. Erbaut wurde sie auf Befehl des böhmischen Königs Wenzel IV. in den Jahren 1411 bis 1412, dem sie vor allem als Sommersitz diente. Die Königsburg bestand aus zwei Palästen, einem viereckigen Turm und zwei Einlasstoren. Die nicht befestigte Vorburg war vom Hauptgebäude mit einem Wall und Graben getrennt. 
Nachdem König Wenzel am 16. August 1419 auf seiner Wenzelsburg starb, wurde sie von Prager Bürgern belagert, am 27. Januar 1420 erobert, niedergebrannt und nie wieder aufgebaut; die heutige Ruine lässt die einstige Burg nur noch erahnen. Von 1735 bis zum Ende des 18. Jahrhunderts bestand in den Ruinen noch eine Kapelle des heiligen Johannes Nepomuk. Gegen Ende des 19. Jahrhunderts wurde die Burg dann aus Sicherheitsgründen bis auf Kellerhöhe geschleift.